# Fuentes de Ebro
Pour les articles homonymes, voir Fuentes et Ebro (homonymie).
Fuentes de Ebro est une commune d’Espagne, dans la province de Saragosse, communauté autonome d'Aragon, Comarque de Saragosse.